# 斎藤楓子
斎藤 楓子（さいとう ふうこ、1984年8月28日 - ）は、日本の女性声優。福井県出身。JTBエンタテインメント所属。

## 略歴
幼稚園児か小学生ぐらいの時に親がNHK総合テレビ放送の人形劇番組『ひょっこりひょうたん島』が好きであり、再放送を一緒に見ていた時に職業としての声優を知った。
当時は「声優ってすごいなぁ」と思ったぐらいであり、目指そうとは考えていなかった。職業としての声優を意識したのは、高校生の頃である。
中学、高校時代は演劇部に所属。女子校だったこともあり、男役を演じることが多かった。高校3年生の時の演劇大会では主役を務めた。演劇以外でも、当時流行っていたアニメに登場する男性キャラクターの声マネをしていた。その時に女子達に受けて、「喜んでもらえるということはうれしい」ということに気づき、声優を目指すようになった。
大学進学を機に上京して、大学に行きつつ養成所に通っていた。

## 人物
勝気で男勝りな役から失恋からの憎悪に燃える役を演じる。
趣味はグルメ巡り。特技はスキー。

## 出演
太字はメインキャラクター。

### テレビアニメ
2009年
- キディ・ガーランド（リュビス）
- 空を見上げる少女の瞳に映る世界（ライカ）
- 空中ブランコ（AD、記者、医事）

2010年
- あにゃまる探偵 キルミンずぅ（大学生、青柳ツヨシ、ガールズ、内野マナミ）
- Angel Beats!（椎名、岩沢の母）
- 爆丸バトルブローラーズ ニューヴェストロイア（ミレーヌ・ファロウ、少女）

2011年
- フリージング（イ＝スナ、教師、アナウンス）
- 輪るピングドラム（兵士A、女性オペレーター、子供）

2012年
- しばいぬ子さん（先輩）
- 人類は衰退しました（くぬぎ派代表）
- 戦国コレクション（松永ガール）
- 武装神姫（ブティックの店員、反マスター軍神姫兵）
- リコーダーとランドセル シリーズ（通行人女性、牧村先生、ヒナちゃん母、牧村先生、お化け 他）- 2シリーズ

2013年
- うたの☆プリンスさまっ♪ マジLOVE シリーズ（2013年 - 2015年、子供、女の子、MC）- 2シリーズ
- DEVIL SURVIVOR2 the ANIMATION（ケイタ〈和久井啓太〉、アガシオン）
- フリージング ヴァイブレーション（イ・スナ、シュバリエB、オペレーターB）

2014年
- 桜Trick（三年生女子）
- Re:␣ ハマトラ（剛田）
- オレカバトル（楓真弓）

2015年
- 暗殺教室（2015年 - 2016年、狭間綺羅々）- 2シリーズ
- 実は私は（みかんの下の弟）

2016年
- 終末のイゼッタ（女、キルシュバウム女将）

2017年
- サクラクエスト（石川玲香）

2018年
- 少女☆歌劇 レヴュースタァライト（ジュディ・ナイトレー）

2022年
- かぎなど Season2（椎名）
- アキバ冥途戦争（キリン店長）

2023年
- おかしな転生（黒髪の子、子供1、令嬢1）
- ティアムーン帝国物語〜断頭台から始まる、姫の転生逆転ストーリー〜（リオラ・ルールー）

2024年
- 最弱テイマーはゴミ拾いの旅を始めました。（フェトン）

2025年
- 白豚貴族ですが前世の記憶が生えたのでひよこな弟育てます（メイド2）

### 劇場アニメ
- 天上人とアクト人最後の戦い（2009年、ライカ）
- 手塚治虫のブッダ -赤い砂漠よ!美しく-（2011年）
- 神秘の法（2012年、ニュースキャスター）
- 少女☆歌劇 レヴュースタァライト ロンド・ロンド・ロンド（2020年、ジュディ・ナイトレー）
- RE:cycle of the PENGUINDRUM [後編] 僕は君を愛してる（2022年）

### OVA
- 学校の怪談（2009年、まりな、先生、生徒）

### Webアニメ
- 声優刑事（2010年、すいか）
- HEROES(ヒーローズ)～Legend of Battle Disks～（2022年、ザン[11]）

### ゲーム
2009年
- Shadow Complex（クレア・ダンカン）XBOX LIVEアーケード

2011年
- デッドエンド Orchestral Manoeuvres in the Dead End（ヘキセ）
- ルーンファクトリー オーシャンズ（ジャスリン、仮面の男）

2012年
- ガールフレンド（仮）（雪風真弥）

2014年
- 魔法少女大戦 ZANBATSU（魔法少女☆ふくぷく）

2015年
- Angel Beats! -1st beat-（椎名）
- デビルサバイバー2 ブレイクレコード（ケイタ / 和久井啓太）
- ケイオスドラゴン 混沌戦争（ヒナ）
- LEGO®ニンジャゴー ローニンの影(かげ)（コール）

2016年
- 暗殺教室 アサシン育成計画!!（狭間綺羅々）
- ブレイドクロニクル（涙南(ルナ)）

2017年
- レゴニンジャゴー ムービー ザ・ゲーム（コール）

2022年
- ユグドラ・レゾナンス（ナギ）

### ドラマCD
- 魔術士オーフェンはぐれ旅 約束の地で（シスタ）
- ティアムーン帝国物語 〜断頭台から始まる、姫の転生逆転ストーリー〜（2022年、リオラ・ルールー）

### 吹き替え
2009年
- エデンの東（ユ・ミエ〈シン・ウンジョン〉）
- ノーラヴ・ノーライフ（ステーシー、少女 、女性客）

2010年
- ファイナル・デス・ゲーム（リサ〈リンゼイ・カーライン・ロバ〉）

2011年
- かぞくはじめました（ジェナ）
- 恋とニュースのつくり方（プロデューサー）
- ストーン（若いマデリン〈ペッパー・ビンクリー〉、キャンディス）

2012年
- レゴ ニンジャゴー 〜スピン術バトルの使い手〜（2012年 - 、コール）

2016年
- レゴ ネックスナイツ（ハルバート女王、ウィパレラ、フレイマ）

2017年
- レゴニンジャゴー ザ・ムービー（コール）

2021年
- レゴモンキーキッド（レディーボーン）

2022年
- マークスマン（サラ・ペニントン〈キャサリン・ウィニック〉）

### ラジオ
- サブちゃん一家のやっぱりアニメはやめられない!!（めでぃあ横丁ウェブラジオ：パーソナリティ）

ラジオドラマ
- VOMIC CRASH! 特別バージョン（緑川一彦）

### パチンコ・スロット機
- パチスロ デビルサバイバー2 最後の7日間（ケイタ〈和久井啓太〉）

### ナレーション
- LalaTV『男子禁制』（#11・#12）
- 穴吹工務店 ラジオCM（走る大群衆篇）
- インターネットラジオステーション＜音泉＞音泉インフォメーション（2009年5月分）
- 2009年サンリオサマーツアー『ハローキティとガチャピン・ムックのうみのぼうけん! 〜ともだちっていいね!〜』（会場内ナレーション）
- 第一興商DAM★うた『呪いの妖面』（CMナレーション）
- カク博士のSF研究室（ボイスオーバー）

### その他コンテンツ
- J's Navi ユーザー会（MC）
- オーディオブック『ティアムーン帝国物語』1～（2020年 - 継続中、朗読
- オーディオブック『最弱テイマーはゴミ拾いの旅を始めました』1～（2022年 ‐ 継続中、朗読）
- オーディオブック『白豚貴族ですが前世の記憶が生えたのでひよこな弟育てます』1～（2024年 ‐ 継続中、朗読）

## ディスコグラフィ

### キャラクターソング
| 発売日   | 商品名                                                        | 歌                                       | 楽曲                            | 備考                                     |
| 2010年   | 2010年                                                        | 2010年                                   | 2010年                          | 2010年                                   |
| -------- | ------------------------------------------------------------- | ---------------------------------------- | ------------------------------- | ---------------------------------------- |
| 4月21日  | キディ・ガーランド キャラクターソング Vol.5 サフィル&リュビス | サフィル（水原薫）、リュビス（斎藤楓子） | 「Cold flame」 「private show」 | テレビアニメ『キディ・ガーランド』関連曲 |
| 2016年   |                                                               |                                          |                                 |                                          |
| 9月28日  | 暗殺教室 ベストアルバム ～Music Memories～                    | 3年E組                                   | 「旅立ちのうた」                | テレビアニメ『暗殺教室』挿入歌           |
| 2017年   |                                                               |                                          |                                 |                                          |
| 5月17日  | ガールフレンド（仮） キャラクターソングシリーズ Vol.05        | シンフォニア                             | 「I Say,I Love」                | ゲーム『ガールフレンド（仮）』関連曲     |
| 10月11日 | アニメグ。25th                                                | 堀部糸成（緒方恵美） feat. 寺坂組        | 「バイバイ YESTERDAY」          | テレビアニメ『暗殺教室』関連曲           |

### シリーズ一覧
1. ↑  第1期『ド♪』（2012年）、第2期『レ♪』（2012年）
2. ↑  第2期『2000%』（2013年）、第3期『レボリューションズ』（2015年）
3. ↑  第1期（2015年）、第2期（2016年）

### ユニットメンバー
1. ↑  赤羽業（岡本信彦）、磯貝悠馬（逢坂良太）、岡島大河（内藤玲）、岡野ひなた（田中美海）、奥田愛美（矢作紗友里）、片岡メグ（松浦チエ）、茅野カエデ（洲崎綾）、神崎有希子（佐藤聡美）、木村正義（川辺俊介）、倉橋陽菜乃（金元寿子）、潮田渚（渕上舞）、菅谷創介（宮下栄治）、杉野友人（山谷祥生）、竹林孝太郎（水島大宙）、千葉龍之介（間島淳司）、寺坂竜馬（木村昴）、中村莉桜（沼倉愛美）、狭間綺羅々（斎藤楓子）、速水凛香（河原木志穂）、原寿美鈴（日野未歩）、不破優月（植田佳奈）、前原陽斗（浅沼晋太郎）、三村航輝（高橋伸也）、村松拓哉（はらさわ晃綺）、矢田桃花（諏訪彩花）、吉田大成（下妻由幸）、律（藤田咲）、堀部糸成（緒方恵美）
2. ↑  有栖川小枝子（中原麻衣）、白鳥詩織（高橋美佳子）、新田萌果（村田知沙）、雪風真弥（斎藤楓子）
3. ↑  寺坂竜馬（木村昴）、村松拓哉（はらさわ晃綺）、吉田大成（下妻由幸）、狭間綺羅々（斎藤楓子）